# Snake Pass
Snake Pass är ett pussel-plattformsspel utvecklat och utgivet av Sumo Digital. Spelet släpptes 28 mars 2017 i Nordamerika och 29 mars 2017 i Europa och Australien. Det är tillgängligt på Nintendo Switch, Playstation 4, Microsoft Windows och Xbox One. Soundtracket i spelet är komponerad av David Wise.